# کنوانسیون وین درباره حقوق معاهدات
کنوانسیون وین دربارهٔ حقوق معاهدات معاهده‌ای است که حقوق بین‌الملل عرفی در مورد معاهدات را بیان می‌کند. تدوین این کنوانسیون از سال ۱۹۴۹ در دستور کار کمیسیون حقوق بین‌الملل قرار گرفت و متن نهایی آن در سال ۱۹۶۶ در این کمیسیون تصویب شد و در ۲۲ مه ۱۹۶۹ در کنفرانسی با شرکت نمایندگان ۱۱۰ کشور در وین تصویب شد و از ۲۷ ژانویه ۱۹۸۰ (یک ماه پس از تسلیم ۳۵مین سند الحاق یا تصویب) قوت اجرائی یافت.
این کنوانسیون به مدون‌سازی پایه‌های حقوق بین‌الملل معاصر می‌پردازد. معاهده در این کنوانسیون «یک توافق بین‌المللی که بین کشورها به‌صورت کتبی منعقد شده و مشمول حقوق بین‌الملل باشد» تعریف شده است؛ و اعلام گردیده که «هر کشور اهلیت انعقاد معاهده را داراست.»
بیشتر کشورها، چه آن‌ها که به این معاهده پیوسته باشند و چه دیگر کشورها، فضل تقدم آن را به عنوان «معاهده معاهدات» مورد تأیید قرار می‌دهند. کنوانسیون وین در سطح گسترده‌ای به یک راهنمای معتبر برای ایجاد و اجرای معاهدات تبدیل شده است.

## محدوده
قلمرو کنوانسیون محدود است و تنها به معاهدات میان کشورها با یکدیگر مربوط می‌شود و معاهدات میان کشورها و سازمان‌های بین‌المللی یا سازمان‌های بین‌المللی با خود را در بر نمی‌گیرد. در سال ۱۹۸۶ کنوانسیون وین در مورد حقوق معاهدات میان کشورها و سازمان‌های بین‌المللی یا سازمان‌های بین‌المللی به تصویب رسید که هنوز قدرت اجرائی نیافته است. کنوانسیون وین همچنین توافقات نامکتوب کشورها را در بر نمی‌گیرد.

## پی‌نوشت‌ها
1. ↑  با توجه به ماده ۸۴ کنوانسیون
2. ↑  ماده ۲ کنوانسیون
3. ↑  ماده ۶ کنوانسیون
4. ↑  «Vienna Convention on the Law of Treaties between States and International Organizations or between International Organizations». Taiwan Documents Project. دریافت‌شده در ۲۲ فروردین ۱۳۸۸.